# 白川村立白川中学校
白川村立白川中学校 （しらかわそんりつ　しらかわちゅうがっこう）は、かつて岐阜県大野郡白川村に存在した公立中学校。

## 概要
- 白川小学校、白川中学校、白川村保育園（白川保育園・平瀬保育園）とで保小中一貫教育を行っており、合わせて白川郷学園と称していた。
- 2017年、白川小学校と統合。義務教育学校の白川郷学園の新設により廃校。校舎は白川郷学園に転用されている。

## 沿革
白川中学校は1992年に白川中学校と平瀬中学校を統合し、白川中学校として新設された小学校である。ここでは統合前に白川中学校を白川中学校〈旧〉として記述する。
- 1947年（昭和22年）4月1日 - 白川村立白川中学校〈旧〉として開校。白川小学校に併設。椿原分校、加須良分校、馬狩冬季分校、小白川分校、下田冬季分校を設置。
- 1948年（昭和23年） - 馬狩冬季分校の中学校授業を廃止。
- 1949年（昭和24年） - 中学校校舎を新築。
- 1951年（昭和26年） - 牛首冬季分校を設置。
- 1952年（昭和27年） - 大牧分校を設置。
- 1956年（昭和31年）10月 - 大牧分校を廃止。
- 1957年（昭和32年） - 民間の住宅を借りて寄宿舎を設置。
- 1958年（昭和33年） - 寄宿舎を新築。
- 1960年（昭和35年） - 馬狩分校での中学校授業を再開。
- 1962年（昭和37年） - 椿原分校芦倉冬季分校を設置。
- 1965年（昭和40年） - 牛首分校を廃止
- 1968年（昭和43年） - 加須良分校を廃止。
- 1969年（昭和44年） - 小中学校併設を解消。白川中学校は単独校となる。
- 1973年（昭和48年） - 馬狩分校を廃止。
- 1976年（昭和51年） - 現在地に新校舎（鉄筋コンクリート造）が完成し、移転。
- 1978年（昭和53年） - 椿原分校芦蔵冬季分校、下田冬季分校を廃止。
- 1979年（昭和54年） - 椿原分校を廃止。
- 1983年（昭和58年） - 寄宿舎を廃止。
- 1992年（平成4年）4月1日 - 白川中学校〈旧〉と平瀬中学校を統合し、新たに白川村立白川中学校として開校。小白川地区の生徒は富山県東礪波郡上平村（現・南砺市）へ委託。
- 2011年（平成23年）4月1日 - 白川小学校と小中一貫教育を開始。両校を合わせて「小中一貫教育校　白川郷学園」と称した。
- 2013年（平成25年） - 白川村内の保育園（白川保育園、平瀬保育園）が白川村教育委員会管轄となる。保小中一貫教育を開始。
- 2017年（平成29年）3月31日 - 統合により廃校。